# Ópályi megállóhely
Ópályi megállóhely egy, a MÁV által üzemeltetett vasúti megállóhely a Szabolcs-Szatmár-Bereg vármegyei Ópályi településen. A belterület nyugati széle közelében helyezkedik el, nem messze a 4116-os út vasúti keresztezésétől; közúti elérését az abból kiágazó, rövidke 41 324-es számú mellékút biztosítja.

## Vasútvonalak
A megállóhelyet az alábbi vasútvonalak érintik:
- Mátészalka–Záhony-vasútvonal

## Kapcsolódó állomások
A megállóhelyhez az alábbi állomások vannak a legközelebb:
- Mátészalka vasútállomás (Mátészalka–Záhony-vasútvonal)
- Nagydobos megállóhely (Mátészalka–Záhony-vasútvonal)

## Forgalom
| Járat        | Útvonal | Gyakoriság   |
| ------------ | --- | ------------ |
| személyvonat | Tiborszállás – Nagyecsed – Nyírcsaholy – Mátészalka – Ópályi – Nagydobos – Vitka – Vásárosnamény – Kisvarsány – Gyüre – Aranyosapáti – Újkenéz – Tornyospálca – Mándok – Eperjeske alsó – Záhony | 2-4 óránként |